# День ангела (фильм, 1968)
«День ангела» — советская драма по мотивам рассказа Бориса Житкова «Механик Салерно» (1932) о пожаре на пассажирском пароходе.

## Сюжет
В 1907 году российский пассажирский пароход «Цесаревич» совершает очередной рейс в Атлантическом океане из США в Одессу, пережив 9-балльный морской шторм. И вот, когда казалось, что смертельная опасность позади, благодаря нелегальному пассажиру — подпольному революционеру с грузом запрещённой литературы, обнаруживается большой пожар в грузовом трюме. Характер возгорания таков, что погасить его оказывается невозможно. Капитан понимает, что судно обречено, однако спасаться на шлюпках нельзя — пароход находится далеко от оживлённых морских путей. Надо протянуть максимально возможное время на полном ходу, чтобы успеть выйти в район оживлённого судоходства. Помимо пожара, капитан опасается паники среди пассажиров и команды и предпринимает соответствующие жёсткие меры. Одного из пассажиров, который заподозрил неладное и начал паниковать, капитану даже приходится выбросить за борт, чтобы избежать преждевременного разглашения происходящего.
Вся команда судна тайно и спешно делает плоты (часть шлюпок была утеряна во время шторма) и оборудует шлюпки. Вплоть до последнего момента пассажиры не замечают ничего особенного благодаря тому, что один из офицеров команды их специально развлекает и веселит. Он же невзначай сообщает, что якобы будет «день ангела» капитана, когда он «по традиции» приглашает всех на морскую увеселительную прогулку на шлюпках и плотах.
В итоге, благодаря мужеству и хладнокровию капитана и команды, удаётся спасти всех людей (202 человека) с обречённого судна. Погибают только ещё один паникёр — запаниковавший агент охранки, которого капитан был вынужден застрелить, а также оставшийся на горящем корабле старший помощник, ранее взявший на судно «левый» груз, и не признавшийся сразу, что в этих бочках — взрывоопасная бертолетова соль.

## В ролях
- Иван Переверзев — капитан
- Николай Крючков — старший помощник Иван Антонович
- Евгений Жариков — третий штурман Салин
- Борис Андреев — купец Грызлов
- Константин Ершов — секретарь Грызлова
- Пётр Соболевский — Сазонов
- Наталья Фатеева — Симона Валери
- Роман Хомятов — Денисов
- Анатолий Азо — Назымов
- Станислав Бородокин — Саша
- Ингрида Андриня — жена Саши
- Иван Живаго — механик парохода
- Валентин Кулик — доктор
- Виктор Уральский — штурман
- Николай Федорцов — матрос
- Неонила Гнеповская — дама с диамантами
- Михаил Васильев — боцман

## Съёмки
Съёмки фильма проходили на Чёрном море в районе Херсона. Фильм снимался на реальном пассажирским лайнере «Крым», который был с 1966 года учебным, а потом списан и пошёл на металлолом в 1973 году. Михаил Блейман, автор сценария фильма, снял свою фамилию из титров из-за того, что актёр Борис Андреев, игравший купца Грызлова, с согласия Станислава Говорухина изменил реплики героя.